# Gorontalo (miasto)
Gorontalo – miasto w Indonezji na wyspie Celebes nad zatoką Tomini; ośrodek administracyjny prowincji Gorontalo.
Współrzędne geograficzne 0°32′N 123°03′E/0,533333 123,050000; powierzchnia 64,79 km²; prawie 200 tys. mieszkańców (2020).
Ośrodek przemysłu spożywczego i rzemiosła; port morski (wywóz drewna, kopry, kapoku); uniwersytet (Universitas Negeri Gorontalo zał. 1963).